# Балканський велаят
Балка́нський велая́т (туркм. Balkan welaýaty) — адміністративна одиниця на заході Туркменістану, утворена у 1992 році на території колишньої Балканської області. На заході омивається Каспійським морем, на півночі межує з Казахстаном та Узбекистаном, на сході — з Дашогузьким та Ахальським велаятами, на півдні — з Іраном.
Поділяється на 6 етрапів та 5 міст:
- м. Балканабат
- м. Гумдаг
- м. Сердар
- м. Туркменбаші
- м. Хазар
- Есенгулинський етрап
- Магтимгулинський етрап
- Берекетський етрап
- Сердарський етрап
- Етрецький етрап
- Туркменбашійський етрап

Адміністративний центр велаяту — Балканабат. Головними промисловими центрами є міста Туркменбаші, Хазар та Сердар. Важливими галузями промисловості є нафтогазова, хімічна та харчова. Діє газопровід Туркменістан — Іран (Берекет — Сердар).